# Olimpia Arozena Torres
Olimpia Arozena Torres (San Cristóbal de La Laguna, 19 de julio de 1902-Valencia, 1971) licenciada en historia y profesora española, fue una de las primeras mujeres que accedieron a la Universidad de Valencia. En 1930 se convirtió en la primera profesora de esta institución. En 2011 la Universidad de Valencia instauró el premio  bienal, “Género y Docencia en la Educación Superior ‘Olimpia Arozena Torres’” para incentivar la elaboración de materiales y recursos docentes destinados a la formación en igualdad y con perspectiva de género, que puedan ser utilizados en todas las modalidades de la docencia. 

## Biografía
Olimpia nació en San Cristóbal de La Laguna donde cursó estudios medios y obtuvo la titulación de Bachiller en 1921. Al trasladarse la familia a Valencia, se vio obligada a matricularse, en el curso 1925-1926,  en la Facultad de Filosofía y Letras, Sección Historia, donde obtuvo el título de licenciada con Premio Extraordinario en 1929.
Su hermana Aurora siguió los pasos de Olimpia en el curso 1930-31 matriculándose también en la Universidad de Valencia en la Facultad de Ciencias.
En 1930 Olimpia se incorporó como docente auxiliar en la Sección de Historia de la Facultad de Filosofía y Letras, en la misma facultad donde había estudiado, convirtiéndose en la primera mujer profesora universitaria de la Universidad de Valencia.
Además, fue miembro del laboratorio de Arqueología de la universidad realizando la primera incursión de una mujer en este espacio que décadas más tarde acogería a las pioneras de la arqueología valenciana: Gabriela Martín Ávila, Milagro Gil-Mascarell y Carmen Aranegui.
Durante la Segunda República y la Guerra Civil también participó en los trabajos del Seminario de Filología Valenciana que acabó transformándose en el Instituto de Estudios valencianos. Olimpia y Antonio Álvarez Antolino también miembro grupo confeccionaron un fichero de vocablos valencianos.
Tras la guerra civil del 36, Olimpia fue depurada y alejada  de la enseñanza pública por lo que decidió crear su propia academia de enseñanza en su domicilio particular.  Compaginó esta labor con sus estudios de doctorado. En 1949 se doctoró en Filosofía y Letras con la tesis: “Nuevas aportaciones a la historia de Valencia”.
En la década de 1950 logró acceder a una plaza pública en un instituto de educación secundaria de Castellón de la Plana.
Se jubiló en 1966 tras haber estado dando clases en  la Sección Delegada femenina «Juan de Garay», del Instituto masculino de Valencia, procedente de la Sección Delegada «Isabel de Villena» del Instituto femenino de Valencia, bajo la dirección de María Ángeles Belda Soler.

## Premio Género y Docencia Olimpia Arozena Torres
En 2011 la Universidad de Valencia instauró el premio  bienal, “Género y Docencia en la Educación Superior ‘Olimpia Arozena Torres’” para incentivar la elaboración de materiales y recursos docentes destinados a la formación en igualdad y con perspectiva de género, que puedan ser utilizados en todas las modalidades de la docencia. 
El premio se enmarca en el Plan de Igualdad de la Universidad de Valencia, a través de la Unidad de Igualdad, fomentando con ello el valor de la igualdad en la docencia y destacando las aportaciones que han ido realizando a lo largo de la historia, y que siguen aportando, las mujeres a la institución universitaria. Se decidió ponerle el nombre de Olimpia Arozena Torres, por haber sido una de las primeras mujeres que accedieron en la Universidad de Valencia  y la primera que fue  profesora en esta institución.

## Otros reconocimientos
En enero de 2016 se anunció que se recuperaría el nombre de Olimpia Arozena para el callejero de Valencia junto al de otras mujeres ilustres para compensar la ausencia de nombres femeninos en las calles de la ciudad.

## Publicaciones
- O. Arozena, Un cuadro de Vicente Juan Macip. Saitabi: revista de la Facultat de Geografia i Història, N.º 1 (3), pp. 6-8, 1942.
- O. Arozena, El retrato de Alfonso V de Aragón por Juan de Juanes. Saitabi: revista de la Facultat de Geografia i Història, N.º 7 (31-32), pp. 77-79, 1949.